# Gene Keady
Lloyd Eugene Keady , (nacido el 21 de mayo de 1936 en Larned, Kansas) es un exentrenador de baloncesto estadounidense que estuvo en activo durante 25 años entrenando en la Universidad de Purdue, entre otros equipos.
En 2023 fue incluido en el Basketball Hall of Fame en calidad de entrenador.

## Trayectoria
- Beloit High School (1959-1965)
- Hutchinson J.C. (1965-1974)
- Universidad de Arkansas (1975-1978), (Ayudante)
- Universidad de Western Kentucky (1978-1980)
- Universidad de Purdue (1980-2005)
- Estados Unidos (1991)
- Toronto Raptors (2005-2006), (Ayudante)